# Tabebuia

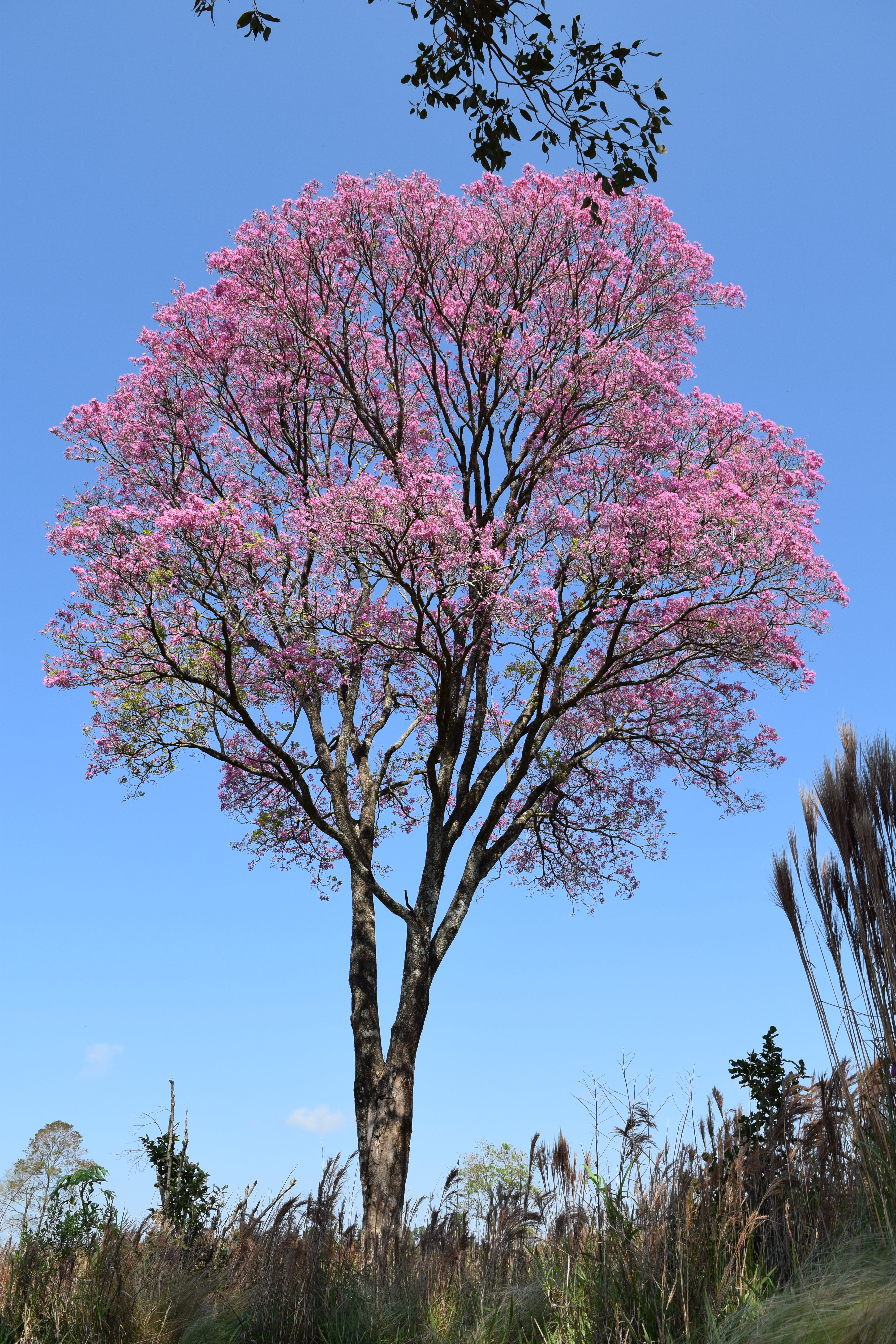
Un lapacho rosado (Handroanthus impetiginosa) en las cercanías de la ciudad de Oberá, Argentina

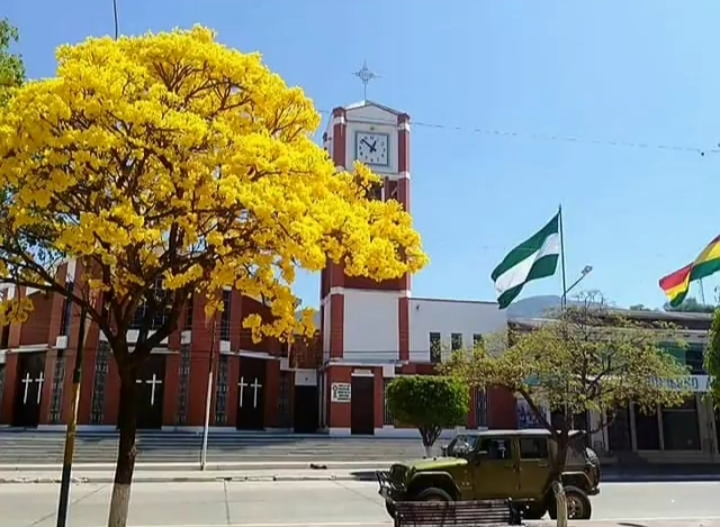
Se aprecia un Lapacho amarillo en flor en el centro de la ciudad de Camiri, Bolivia.

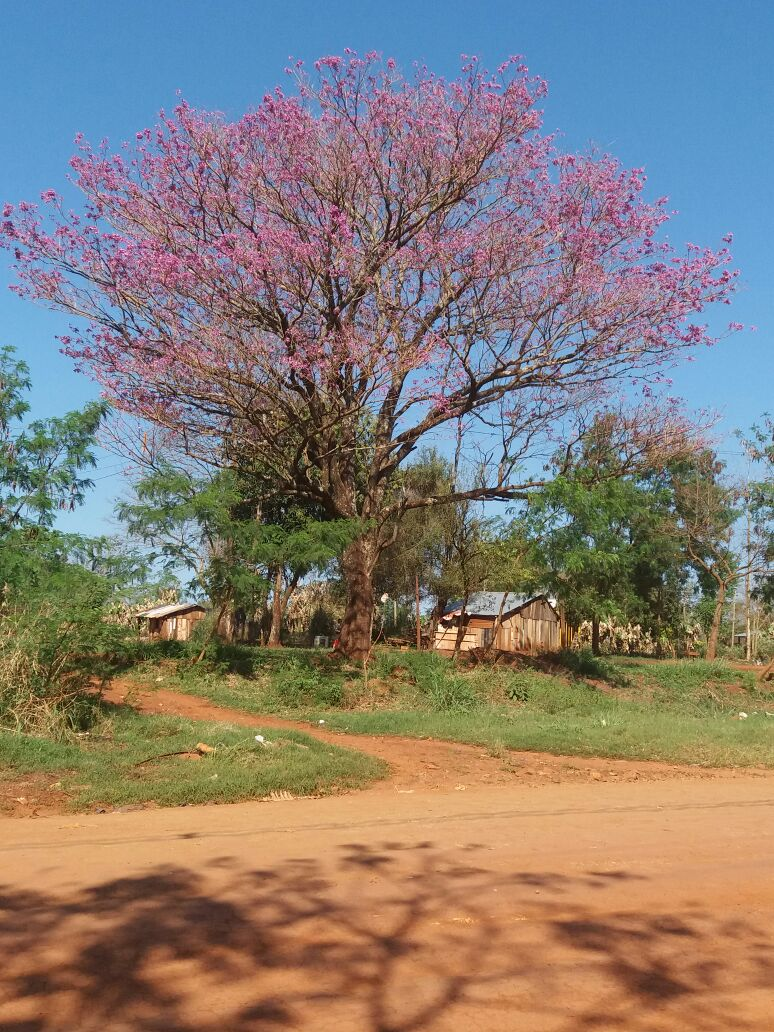
El lapacho rosado es un árbol del noreste Argentino, se destaca por vistosas flores rosadas que aparecen al final del invierno totalmente desprovista de hojas, en la provincia de Misiones se usa como ornamentos.

Tabebuia es un género que comprende alrededor de setenta especies de árboles nativos de la zona intertropical de América, extendidas desde México y el Caribe —donde se encuentra la mayoría de las especies— hasta el centro-norte de Argentina y   Paraguay así como también en el sur de Bolivia.  En 1970 un nuevo género (Handroanthus) fue creado para situar muchas de las especies de Tabebuia. Es el árbol nacional del Paraguay, donde se lo denomina "tajy". La especie Handroanthus chrysanthus es el árbol nacional de Venezuela desde el 29 de mayo de 1948 y se le conoce como araguaney.

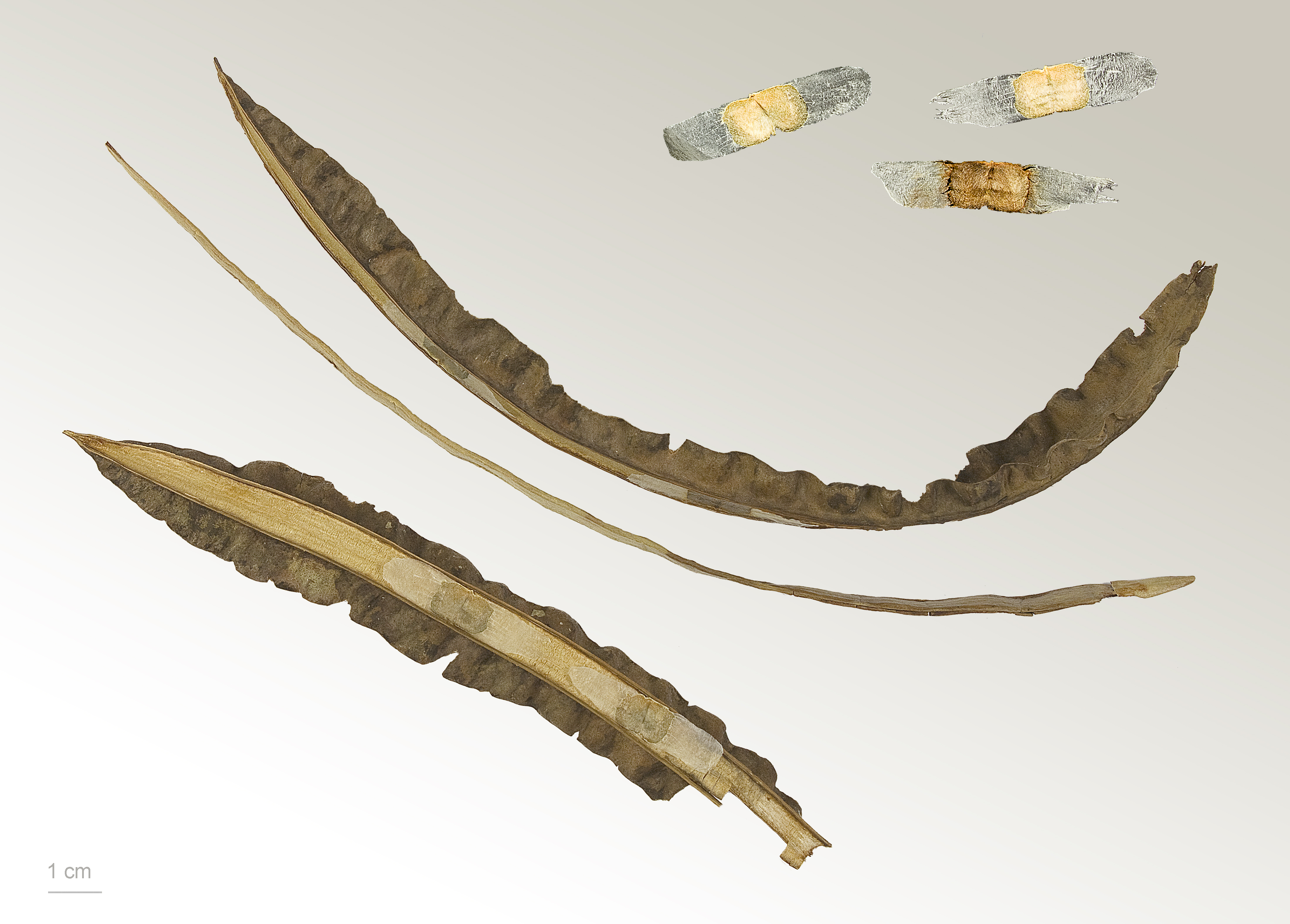
Tabebuia sp.

## Descripción
Son arbustos o árboles emergentes. Hojas palmadamente folioladas. Inflorescencia terminal, frecuentemente en el ápice de la dicotomía de una rama, generalmente paniculada, frecuentemente muy vistosa, flores blancas, amarillas, lilas, rojo purpúreas, o rojas; cáliz cupular, campanulado o tubular, truncado a bilabiado o levemente 5-lobado; corola tubular-infundibuliforme a tubular-campanulada (en Nicaragua), glabra o puberulenta por fuera; tecas rectas, divaricadas, glabras; ovario linear-oblongo; disco pulviniforme. Cápsula subterete, linear-alargada a corta y oblonga, dehiscencia más o menos perpendicular al septo, superficie lisa a irregularmente ondulado-muricada, glabra a lepidota o estrellado-pubescente; semillas delgadas y 2-aladas. Follaje caduco, su follaje se concentra en la parte más alta de la copa. Hojas de color verde, opuestas y pecioladas, folíolos ligeramente aserrados, elìpticos y lanceolados.

## Componentes bioquímicos
Se han identificado varias categorías de fitoquímicos en las hojas, la corteza y la madera de T. impetiginosa. De la corteza de T. impetiginosa, se han extraído 19 glucósidos (compuestos por cuatro glucósidos iridoides, dos glucósidos de lignano, dos glucósidos de isocumarina, tres glucósidos de feniletanoide y ocho glucósidos fenólicos)
Los componentes principales de T. impetiginosa son furanonaftoquinonas, naftoquinonas, antraquinonas (p. ej., ácido antraquinona-2-carboxílico, quinonas, ácido benzoico, flavonoides, ciclopenteno dialdehídos, cumarinas, iridoides y glucósidos fenólicos. El lapachol y la β-lapachona son las principales naftoquinonas estudiadas dentro del campo médico.
De acuerdo con la evidencia científica disponible, la β-lapachona tiene una amplia variedad de efectos farmacológicos que incluyen acción antiinflamatoria, anticancerígena, antibacteriana, antifúngica, antiplaquetaria y antiangiogénica.

## Usos
Muchas de las especies de Tabebuia y Handroanthus se cultivan por efectos decorativos, ya que se caracterizan por florecer antes de que el follaje caduco vuelva a brotar. Son valiosos también para la carpintería, que aprecia la dureza, peso y resistencia al agua y las pestes de su madera; aunque no se adaptan a trabajos delicados por la dificultad de su trato, son óptimos para material de exteriores. Algunas especies son además sumamente resistentes al fuego.
Entre las especies de mayor valor se encuentran:
- Handroanthus chrysanthus, conocida como araguaney, el árbol nacional de Venezuela, de flor amarilla;
- Handroanthus chrysotrichus, conocido como ipê, originario del Brasil, de flor amarilla y excepcional en que florece dos veces al año;
- Tabebuia donnell-smithii, llamado primavera, nativo de México, Centroamérica y Cuba, donde se lo cultiva para ornamentación por sus vistosos ramilletes de  flores doradas;
- Handroanthus impetiginosus, el lapacho rosado, nativo de Paraguay, Bolivia y el norte argentino, de flor rosada y excelente madera;
- Handroanthus ochraceus, el árbol corteza amarilla, cortez amarillo (Costa Rica), de Centroamérica;
- Tabebuia rosea, el apamate, palo de rosa o maquilishuat u ocobo, empleado para ornamentación urbana por tener raíces profundas y tolerar bien el esmog; de flor rosada o blanca, árbol nacional de El Salvador;
- Handroanthus serratifolius, el lapacho amarillo, cultivado por su madera sumamente resistente;
- Handroanthus heptaphyllus, lapacho negro.

además de esto, reciben varios nombres significativos como cañaguate, cañaguatillo, guayacán y taelo.
- Nombre Científico: Tecoma Stans. Conocida en Colombia como 'Chicalá,Fresnillo o Chirlobirlo.

La corteza de muchas de estas especies, conocidas genéricamente como lapacho o tajy en Paraguay , como tajibo en Bolivia, como primavera en México y como trumpet tree en inglés, se emplea en infusión como fungicida y tratamiento renal. Las múltiples afirmaciones de que tiene efectos benéficos en el tratamiento del cáncer no han sido corroboradas científicamente.

## Usos tradicionales
Desde las antiguas civilizaciones indígenas, diferentes especies de Tabebuia (especialmente la T. impetiginosa) han sido utilizadas tradicionalmente con fines medicinales. La corteza interna de esta planta suele prepararse en forma de té y se consume para el tratamiento del cáncer, obesidad, infecciones virales, fúngicas y bacterianas; así como también afecciones de carácter inflamatorio: artritis, prostatitis, colitis, enfermedades de la piel, entre otros.
Algunas poblaciones incluso usan esta planta como tratamiento de enfermedades de trasmisión sexual y como antiofídico contra el veneno de serpientes. Además, se utiliza como astringente y diurético.

## Propiedades medicinales
El lapacho ha demostrado tener diversos efectos terapéuticos, entre los cuales se encuentran: propiedades anticancerígenas ante una variedad de cánceres, (especialmente tumores sólidos), anti-tripanosoma, actividades antimicrobianas y antipalúdicas.
Como antimicrobiano, la lapachona presente en la Tabebuia ha demostrado ser de utilidad contra la Bacillus subtilis, Staphylococcus aureus, Helicobacter pylori, Brucella, Salmonella typhimurim y la Cándida albicans. Por su parte, la 2-(hidroximetil)antraquinona también posee efectos antimicrobianos contra la H. pylori
Existe evidencia que comprueba la propiedad antioxidante de compuestos volátiles extraídos de la corteza de la Tabebuia (impetiginosa) y compara dicha actividad con la de los antioxidantes bien conocidos, como el alfa-tocoferol y el hidroxitolueno butilado.
Adicionalmente, estudios científicos han demostrado que la Tabebuia (impetiginosa) exhibe efectos inhibitorios sobre el crecimiento de varias líneas de células tumorales humanas, como el carcinoma de mama (MCF-7), el carcinoma de pulmón (NCI-H460), el carcinoma de cuello uterino (HeLa) y el carcinoma hepatocelular (HepG2).

## Mecanismo de acción
La β-lapachona ejerce una actividad anticancerígena a través de la formación de ROS en células positivas para NQO1, inhibición de la topoisomerasa, modulador de la vía mTOR. De acuerdo con estudios realizados, la β-lapachona (aislada de T. avellanedae) inhibe significativamente la proliferación de la línea celular de hepatoma humano HepG2 al inducir la apoptosis. Dicha apoptosis estuvo asociada con la regulación al alza de Bax (pro-apoptótico) y la regulación a la baja de la expresión de Bcl-2 y Bcl-XL (anti-apoptóticos), así como la activación proteolítica de caspasa-3 y -9, y la degradación de la proteína poli (ADP-ribosa) polimerasa
Del mismo modo, la β-lapachona también ha demostrado tener propiedades antiinflamatorias al reducir la neuroinflamación mediante la modulación de la expresión de iNOS, citocinas proinflamatorias y metaloproteinasas de matriz (MMP-3, MMP-8, MMP-9) en la microglía estimulada con lipopolisacáridos. Gracias a la evidencia disponible, sabemos que la Tabebuia impetiginosa puede alterar la expresión de moléculas de señalización involucradas en el proceso de inflamación, incluido el óxido nítrico (NO), la prostaglandina (PGE2) y el leucotrieno B4 (LTB4); así como también inhibir las citocinas proinflamatorias interleucina (IL)-1β e IL-6

## Taxonomía
El género fue descrito por Gomes ex DC. y publicado en Bibliotheque Universelle de Geneve ser. 2. 17: 130–131. 1838. La especie tipo es: Tabebuia uliginosa (Gomes) A. DC.

## Especies
- Tabebuia alba
- Tabebuia aurea
- Tabebuia caraiba
- Tabebuia chrysantha, araguaney, cañahuate (Venezuela)
- Tabebuia chrysea, araguán o cañada (Venezuela)
- Tabebuia chrysotricha
- Tabebuia donnell-smithii, primavera, árbol dorado
- Tabebuia ecuadorensis
- Tabebuia guayacan, árbol símbolo del cantón de San Carlos, Costa Rica.
- Tabebuia impetiginosa, lapacho rosado, ipê-rosa (Brasil)
- Tabebuia nodosa, Palo Cruz
- Tabebuia ochracea
- Tabebuia rosea, apama, apamate, orumo (Venezuela)
- Tabebuia roseo-alba, ipê-branco
- Tabebuia serratifolia, curarí (Venezuela), poui amarillo, ipê (Brasil), lapacho amarillo
- Tabebuia spectabilis, acapro (Venezuela)